# Markus Wasmeier
 (novembre 2019).
Si vous disposez d'ouvrages ou d'articles de référence ou si vous connaissez des sites web de qualité traitant du thème abordé ici, merci de compléter l'article en donnant les références utiles à sa vérifiabilité et en les liant à la section « Notes et références ».
Markus Wasmeier, né le 9 septembre 1963 à Schliersee, est un ancien skieur alpin allemand.

## Palmarès

### Jeux olympiques d'hiver
| Édition / Épreuve   | Descente | Super G | Slalom géant | Slalom | Combiné |
| ------------------- | -------- | ------- | ------------ | ------ | ------- |
| JO 1988 Calgary     | 6e       | Abandon | 19e          | —      | 7e      |
| JO 1992 Albertville | 4e       | 9e      | Abandon      | —      | 5e      |
| JO 1994 Lillehammer | 36e      | Or      | Or           | —      | —       |

### Championnats du monde
| Édition / Épreuve           | Descente | Super G                          | Slalom géant | Slalom | Combiné |
| --------------------------- | -------- | -------------------------------- | ------------ | ------ | ------- |
| Mondiaux 1985 Bormio        | 20e      | Épreuve inexistante à cette date | Or           | —      | 7e      |
| Mondiaux 1987 Crans-Montana | 9e       | Bronze                           | 13e          | —      | 5e      |
| Mondiaux 1989 Vail          | 29e      | 5e                               | 13e          | —      | 5e      |
| Mondiaux 1991 Saalbach      | 24e      | 13e                              | —            | —      | Abandon |
| Mondiaux 1993 Morioka       | 35e      | Épreuve inexistante à cette date | 9e           | —      | 14e     |

### Coupe du monde
- Meilleur résultat au classement général : 3e en 1986 et 1987
  - Vainqueur de la coupe du monde de super-G en 1986
  - Vainqueur de la coupe du monde de combiné en 1986
  - 9 victoires : 2 descentes, 6 super-G et 1 combiné

### Différents classements en Coupe du monde
| Année/Classement | Année/Classement | Général | Général | Descente | Descente | Slalom | Slalom | Géant  | Géant  | Super-G | Super-G | Combiné | Combiné |
| ---------------- | ---------------- | ------- | ------- | -------- | -------- | ------ | ------ | ------ | ------ | ------- | ------- | ------- | ------- |
| Année/Classement | Année/Classement | Class.  | Points  | Class.   | Points   | Class. | Points | Class. | Points | Class.  | Points  | Class.  | Points  |
| 1984             | 1984             | 61e     | 17      | -        | -        | -      | -      | 27e    | 11     | -       | -       | 31e     | 6       |
| 1985             | 1985             | 10e     | 101     | 19e      | 17       | -      | -      | 9e     | 52     | -       | -       | 5e      | 32      |
| 1986             | 1986             | 3e      | 214     | 14e      | 41       | 41e    | 9      | 8e     | 34     | 1er     | 105     | 2e      | 60      |
| 1987             | 1987             | 3e      | 174     | 4e       | 83       | 44e    | 1      | 6e     | 59     | 3e      | 50      | -       | -       |
| 1988             | 1988             | 6e      | 138     | 14e      | 37       | -      | -      | 15e    | 24     | 2e      | 57      | 4e      | 20      |
| 1989             | 1989             | 5e      | 166     | 9e       | 67       | -      | -      | 21e    | 9      | 6e      | 43      | 2e      | 47      |
| 1990             | 1990             | 20e     | 91      | 17e      | 20       | -      | -      | 29e    | 9      | 9e      | 35      | 3e      | 27      |
| 1991             | 1991             | 40e     | 30      | -        | -        | -      | -      | -      | -      | 6e      | 25      | 11e     | 5       |
| 1992             | 1992             | 7e      | 752     | 6e       | 371      | -      | -      | 23e    | 84     | 9e      | 156     | 3e      | 141     |
| 1993             | 1993             | 14e     | 400     | 17e      | 171      | 44e    | 18     | 35e    | 21     | 13e     | 135     | 13e     | 55      |
| 1994             | 1994             | 25e     | 342     | 38e      | 44       | -      | -      | 17e    | 133    | 10e     | 141     | 15e     | 24      |

#### Détail des victoires
| Édition / Épreuve | Descente | Super-G              | Combiné | Total |
| 1986              | -        | Morzine Whistler     | Morzine | 3     |
| 1987              | Wengen   | Val d'Isère Garmisch | -       | 3     |
| 1988              | -        | Val d'Isère          | -       | 1     |
| 1991              | -        | Lake Louise          | -       | 1     |
| 1992              | Garmisch | -                    | -       | 1     |
| Total             | 2        | 6                    | 1       | 9     |

### Arlberg-Kandahar
- Vainqueur de la descente 1992 à Garmisch

## Honneurs et distinctions
- Bayerischer Poetentaler 2011